# Phoenicolacerta
Phoenicolacerta — рід ящірок родини ящіркових (Lacertidae). Представники цього роду мешкають в Східному Середземномор'ї.

## Види
Рід Phoenicolacerta нараховує 4 види:
- Phoenicolacerta cyanisparsa (J.F. Schmidtler & Bischoff, 1999)
- Phoenicolacerta kulzeri (L. Müller & Wettstein, 1933)
- Phoenicolacerta laevis (Gray, 1838)
- Phoenicolacerta troodica (F. Werner, 1936)